# Ardisia involucrata
Ardisia involucrata är en viveväxtart som beskrevs av Wilhelm Sulpiz Kurz. Ardisia involucrata ingår i släktet Ardisia och familjen viveväxter. Inga underarter finns listade i Catalogue of Life.